# Cerberus rynchops
Cerberus rynchops är en ormart som beskrevs av Schneider 1799. Cerberus rynchops ingår i släktet Cerberus och familjen snokar. Utöver nominatformen finns också underarten C. r. rynchops.
Denna orm lever i havet, i angränsande laguner, i mynningsvikar och i ansamlingar med sötvatten nära havet. Utbredningsområdet sträcker sig från södra Indien och Sri Lanka över kusten av det sydostasiatiska fastlandet och Sydostasiens övärld till Palau och Mikronesien. Individerna är nattaktiva. De jagar främst fiskar som troligen kompletteras med kräftdjur. I områden med sötvatten äter de även grodor. Honor lägger inga ägg utan föder levande ungar.
Året 1993 dödades 775 000 exemplar i Indonesien för hudens skull. Om denna jakt fortsätter är inte känt. Tidigare jagades Cerberus rynchops även i Filippinerna men ormen fångas inte längre där. IUCN kategoriserar arten globalt som livskraftig.